# بیماری شارکو-ماری-توث
شارکو ماری توث (به اختصار CMT) نوعی بیماری مادرزادی عصبی مادرزادی و ژنتیکی-محیطی هتروژن می‌باشد که در هر دو هزار و پانصد نفر یک نفر دچار آن می‌شود. شارکو ماری توث شایعترین بیماری در بین همه نوروپاتی‌های دستگاه عصبی محیطی می‌باشد.

## نشانه‌ها
ضعف و تحلیل ماهیچه‌ها را درانتهای دست و پا.

## انواع
از دید سلولی، دو نوع بیماری شارکو ماری توث وجود دارد.
- نوع یک یا نوع دمیلینه کننده؛ در این نوع در اثر بیماری آکسونهای نورون‌های حرکتی به مرور میلین خود را از دست می‌دهند.
- نوع دو یا نوع آکسونی؛ در این نوع در اثر بیماری آکسونهای نورون‌های حرکتی به مرور از بین می‌روند.

## ژن‌ها
CMT نوع I فرم demylinating و نوع II فرم axonal بیماری است که شیوع حداقل ۱۰۰۰/۱ برای آن برآورده شده‌است. در اکثر بیماران نحوه توارث اتوزوم غالب می‌باشد.
نوع دمیلینه کننده از نظر ژنتیکی هتروژن بوده و دست کم ۳ لوکوس ژنی دارد؛
- ژن PMP۲۲ که یک پروتئین میلینی را کد می‌کند.
- ژن MPZ که یک پروتئین میلینی را کد می‌کند.
- ژن داینامین یک موتورپروتئین که برای حرکت‌های درون سلولی لازم است را کد می‌کند.

## درمان
شرکت Pharnext فرانسه در حال آزمایش بروی دارویی بنام Pxt3003 بایگانی‌شده  در ۵ سپتامبر ۲۰۱۷ توسط Wayback Machine می‌باشد که برای درمان نوع یک بیماری شارکوماری توث مورد استفاده قرار گرفته .این دارو در فاز 3 مطالعاتی بروی 323 داوطلب می‌باشد و نتایج منتشره حاکی از بهبود شرایط بیماران می‌باشد .این دارو تا سال 2019 به بازار عرضه خواهد شد.
آخرین اخبار بایگانی‌شده  در ۷ سپتامبر ۲۰۱۷ توسط Wayback Machine حاکی از پیشرفت خوب دارو می‌باشد .
داروی دیگر Ace-083 می‌باشد که در فاز 2 هم‌اکنون (شهریور96)درحال استخدام بیماران می‌باشد.به تازگی محققان محققان مؤسسه ماکس پلانک آلمان با آزمایش بروی مدل‌های موش آزمایشگاهی با استفاده از مکمل لیسیتین به نتایج امیدوارکننده ای برای درمان این بیماری دست یافته‌اند.